# Никора, Аттильо
Аттильо Никора (итал. Attilio Nicora; 16 марта 1937, Варесе, королевство Италия — 22 апреля 2017, Рим, Италия) — итальянский куриальный кардинал. Титулярный епископ Фурноса Малого и вспомогательный епископ Милана с 16 апреля 1977 по 30 июня 1992. Епископ Вероны с 30 июня 1992 по 18 сентября 1997. Присвоен титул архиепископа 18 сентября 1997. Председатель Администрации церковного имущества Святого Престола с 1 октября 2002 по 7 июля 2011. Председатель Управления финансовой информации Святого Престола с 19 января 2011 по 30 января 2014. Кардинал-дьякон с титулярной диаконией Сан-Филиппо-Нери-ин-Эурозия с 21 октября 2003 по 12 июня 2014. Кардинал-священник с титулом церкви pro hac vice с Сан-Филиппо-Нери-ин-Эурозия с 12 июня 2014.

## Образование и священство
Аттильо Никора родился 16 марта 1937 года, в Варесе, Италия. Был рукоположён во священника 27 июня 1964 года, рукоположение провел Джованни Коломбо — архиепископ Милана. Окончил Богословскую семинарию Венегано, в Милане, Папскую Ломбардскую семинарию в Риме и Католический университет Святого Сердца, в Милане. До рукоположения, он получил лиценциат в каноническом праве в Папском Григорианском Университете в Риме, также как и лиценциат в богословии на теологическом факультете в Mилане. После своего рукоположения, он стал профессором канонического права в Богословской семинарии Венегано.

## Епископ
Никора стал епископом 16 апреля 1977 года, когда он был назначен вспомогательным епископом Милана и титулярным епископом Фурноса Минора. Ординацию совершил 28 мая 1977 года кардинал Джованни Коломбо — архиепископ Милана, которому помогали Бернардо Читтерио — титулярный епископ Флорианы, вспомогательный епископ Милана и Джулио Оджони — епископ Бергамо. Никора наблюдал в 1984 году за пересмотром конкордата, между Италией и Ватиканом, а 15 ноября 1984 года подписал Второй конкордат между Итальянским государством и Католической церковью.
С 1992 года по 1997 год, он служил епископом Вероны. В 2002 году Никора стал председателем Администрации церковного имущества Святого Престола, где его ответственностью было управлять ватиканским доходом от имущества. Это положение сопоставимо таковому финансовому директору в корпорации. По смерти папы римского все главные ватиканские должностные лица автоматически теряют свои посты в период Sede Vacante, так что Никора потерял свой пост 2 апреля 2005 года из-за смерти папы римского Иоанна Павла II, но позднее была подтвержден на посту папой римским Бенедиктом XVI 21 апреля.

## Кардинал
Никора был объявлен кардиналом-дьяконом в 2003 году папой римским Иоанном Павлом II. Он участвовал в Папском Конклаве, который избрал папу римского Бенедикта XVI.
30 декабря 2005 года, Итальянское агентство печати ADN Kronos сообщило, что Никора, вероятно, будет назначен ватиканским кардиналом-государственным секретарем, наследуя кардиналу Анджело Содано. Однако, этого не случилось. Архиепископ Генуи кардинал Тарчизио Бертоне стал новым Государственным секретарём Святого Престола.
Папа римский Бенедикт XVI назначил кардинала Никору папским легатом для базилики Сан-Франческо в Ассизи, без ущерба его функциям главы Администрации церковного имущества Святого Престола.
Участник Конклава 2013 года, где был избран папа Франциск.
12 июня 2014 года возведён в кардиналы-священники с титулом церкви pro hac vice Сан-Филиппо-Нери-ин-Эурозия.

## Новая роль в Курии
В среду, 19 января 2011 года, кардинал Никора был также назван папой римским Бенедиктом XVI председателем состоящего из четырёх человек Исполнительного совет нового ведомства Ватикана — Управление финансовой информации Святого Престола. Новому агентству, по мандату апостольского послания, поручается мониторинг денежно-кредитной и коммерческой деятельности учреждений Ватикана, таких как губернаторство государство-града Ватикана, Банк Ватикана, Администрация церковного имущества Святого Престола (другое агентство в настоящее время возглавляемое кардиналом Никорой; своего рода инвестиционное агентство), Конгрегация Евангелизации Народов, а также менее крупные учреждения, такие как Ватиканская аптека, Ватиканский супермаркет и музеи Ватикана.
7 июля 2011 года Папа Бенедикт XVI принял просьбу об отставке кардинала Аттильо Никоры, председателя Управления финансовой информации (AIF), с поста председателя Администрации церковного имущества Святого Престола. Папа назвал его преемником в той же должности Доменико Кальканьо, бывшего архиепископа-епископа Савона-Ноли, до этого времени секретаря Администрации. Кардинал Никора сделал просьбу об отставке, чтобы иметь возможность полностью посвятить себя работе на посту председателя Управления финансовой информации Святого Престола.

## Отставка
30 января 2014 года Папа Франциск принял решение удовлетворить просьбу об отставке кардинала Аттильо Никоры, который был освобождён от должности председателя Управления финансовой информации Святого Престола и назвал его преемником исполняющим обязанности монсеньора Джорджо Корбеллини — титулярного епископа Абулы, который занимает пост председателя Кадровой Службы Святого Престола и Дисциплинарной Комиссии Римской курии.
16 марта 2017 года кардиналу Никора исполнилось 80 лет и он потерял право на участие в Конклавах.
22 апреля 2017 года кардинал Никора скончался в клинике, в Риме.

## Награды
- Кавалер Большого креста ордена «За заслуги перед Итальянской Республикой» (27 декабря 1993 года)[3]
- Великий офицер ордена «За заслуги перед Итальянской Республикой» (4 октября 1985 года)[4]